# Nikolaos Chountis
Nikolaos Chountis (in greco: Νικόλαος Χουντής; Lagkadia, 17 settembre 1953) è un politico greco, ex segretario nazionale del Synaspismos e poi esponente di SYRIZA.

## Biografia
Esponente del Synaspismos, candidato alle elezioni europee del 1999, non viene eletto, ma subentra all'Europarlamento nell'aprile 2004, a due mesi dalla fine della Legislatura.
Alle successive elezioni europee del 2004 è l'unico eletto del Synaspismos, ricoprendo l'incarico di eurodeputato sino alla fine del mandato, fino all'estate 2009. Dallo stesso anno è segretario nazionale del partito, che dopo una fase transitoria nel 2013 si scioglie definitivamente in SYRIZA.
Torna ad essere eurodeputato per SYRIZA dal 2015, quando è subentrato a Emmanouil Glezos.

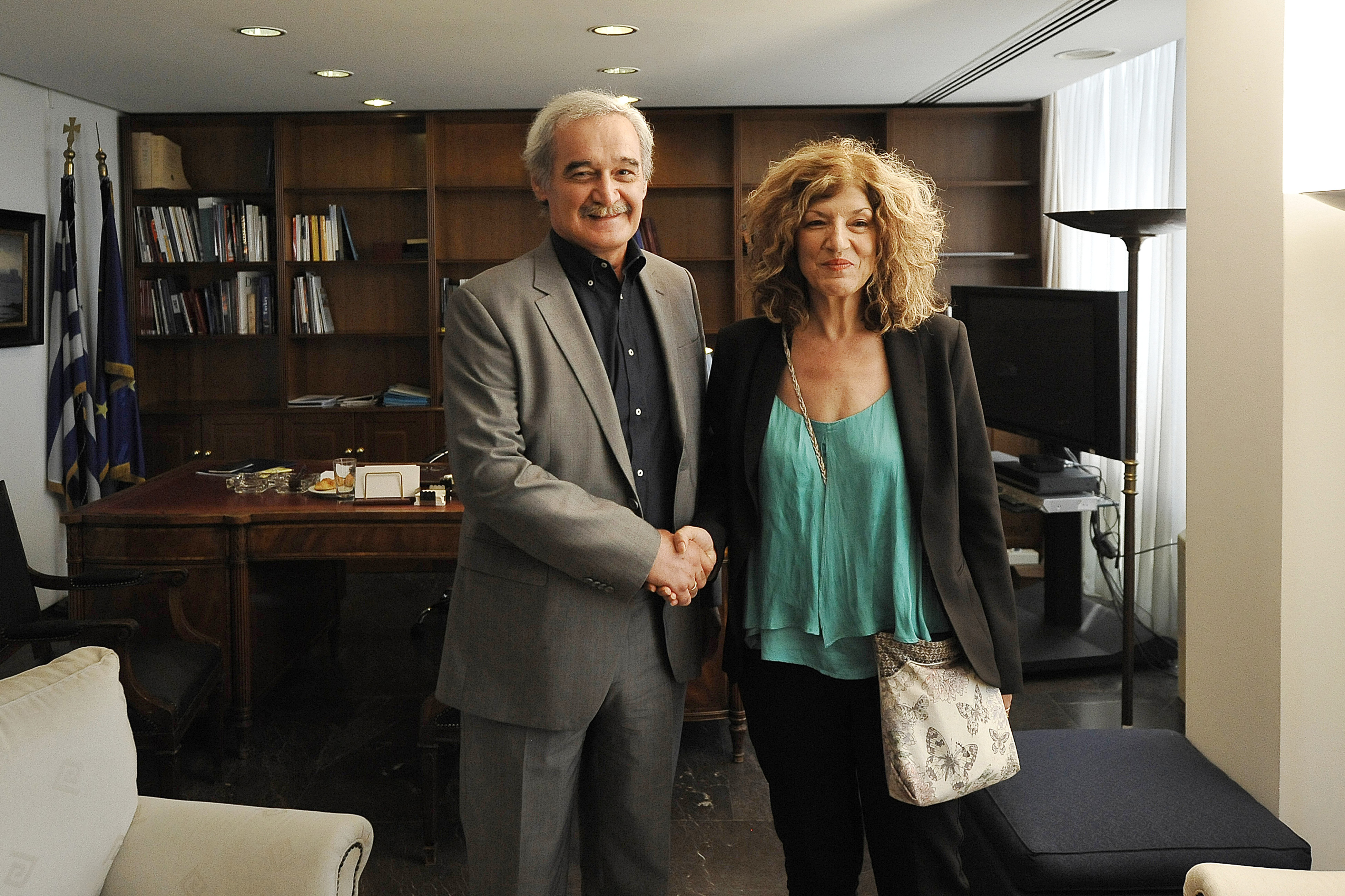
Nikolaos Hountis con Sia Anagnostopoulou